# Rdeča ptičja pršica
Rdeča ptičja pršica (znanstveno ime Dermanyssus gallinae) je ektoparazit na pticah in je velik škodljivec na perutninskih farmah. 

## Opis
Rdeča ptičja pršica se hrani s ptičjo krvjo, običajno pa svoje žrtve zajeda ponoči. Odrasli osebki so jajčaste oblike in imajo nesegmentirano telo velikosti do 1 mm ter osem nožic. Barva pršic je bela ali sivkasta, ko se napijejo krvi pa postanejo rdeče barve. Napite pršice se skrivajo na temnih mestih, kjer se parijo in zalegajo jajčeca. Življenjski cikel pršic obsega pet faz: jajčece, larva, protonimfa, deutonimfa in odrasel osebek. V idealnih pogojih se življenjski cikel zaključi v sedmih dneh, zaradi česar se lahko populacija hitro poveča in povzroči veliko škodo na perutninskih farmah. Najbolj so ogrožene mlade ptice. Napadene ptice lahko postanejo anemične, poleg tega pa so pršice prenašalke različnih virusnih obolenj, kot so salmoneloza, Borrelia anserina in Erysipelothrix rhusiopathiae. Skupni klinični znaki napadenih ptic so rdečina, srbenje, papule, vezikule in dermatitis. Ta vrsta pršic lahko živi do 8 mesecev brez hrane, dobro pa prenaša tudi suho okolje.
Rdeča ptičja pršica lahko prebavi tudi kri sesalcev in lahko napade tudi domače živali kot so mačke, psi, glodalci, zajci in konji, zaradi česar se je pršic ob okužbah težko znebiti Pršica lahko povzroči srbeč dermatitis tudi pri človeku, znanstveni izraz za napad pršic na človeka pa se imenuje gamazoidoza.  Znaki napada se pojavijo zjutraj, saj pršica zajeda ponoči, kažejo pa se kot srbečica,
Pršica sicer redko zajeda domače mačke in pse, kadar pa jih, se ugrizi najpogosteje pojavljajo po nogah in hrbtu živali, ki se tam praskajo pogosteje kot ponavadi